# Kussoldbach
Der Kussoldbach  ist ein knapp eineinhalb Kilometer langer Gebirgsbach im Ort Zeiringgraben, der den Grillgraben durchfließt und im Zeiringgraben in den Zeiringbach mündet.